# Aeronca L-3
Die Aeronca L-3 Grasshopper (dt. Grashüpfer) war ein leichtes Verbindungs- und Beobachtungsflugzeug der US-Streitkräfte.
Es stammte vom zivilen Aeronca Model 65, einem Tandem-Trainingsflugzeug, ab. Die ersten Maschinen erhielten die US-Army-Air-Corps-Bezeichnung O-58. Die ersten Tests erfolgten bei Manövern im Sommer 1941 in Louisiana und Texas. Dabei trat das Modell gegen Konkurrenzmuster der Unternehmen Piper und Taylorcraft Aviation an.
Als amerikanische Bodentruppen in Kampfhandlungen während des Zweiten Weltkrieges verwickelt wurden, wurde die O-58 als Aufklärer und Artillerie-Einweisungsflugzeug verwendet. 1942 wurde das Kennzeichnungssystem der US-Streitkräfte geändert und die O-58 in L-3 (L für Liaison (Verbindung)) umbenannt. Aufgrund der kurzen Start- und Landephase übernahm es zusätzlich kleinere Transporte und Kurierflüge.
Die L-3 wurde in diversen Varianten und großer Stückzahl gebaut. Insgesamt erreichen mehr als 1.400 Maschinen bis Ende des Krieges die USAAF. Sie wurde nach dem Krieg weiterverwendet, und es entstand zusätzlich die zivile Version Aeronca 7 Champion. Aeronca baute bis 1951 mehr als 17.000 Maschinen aller Typen.
Die Version TG-5 war ein motorloser Segelflugtrainer. Dieses Modell hatte drei Sitze für einen Fluglehrer und zwei Flugschüler. 250 Exemplare dieses Typs wurden an die Armee ausgeliefert, drei Exemplare gingen unter der Bezeichnung LNR-1 an die US Navy.

## Produktion
Abnahme der Aeronca L-3 durch die USAAF:
| Version | 1941 | 1942  | 1943 | 1944 | Summe |
| ------- | ---- | ----- | ---- | ---- | ----- |
| YO-58   | 4    |       |      |      | 4     |
| L-3A    | 20   |       |      |      | 20    |
| L-3B    |      | 813   | 522  | 80   | 1.415 |
| TG-5    |      | 253   |      |      | 253   |
| Summe   | 24   | 1.066 | 522  | 80   | 1.692 |

## Technische Daten

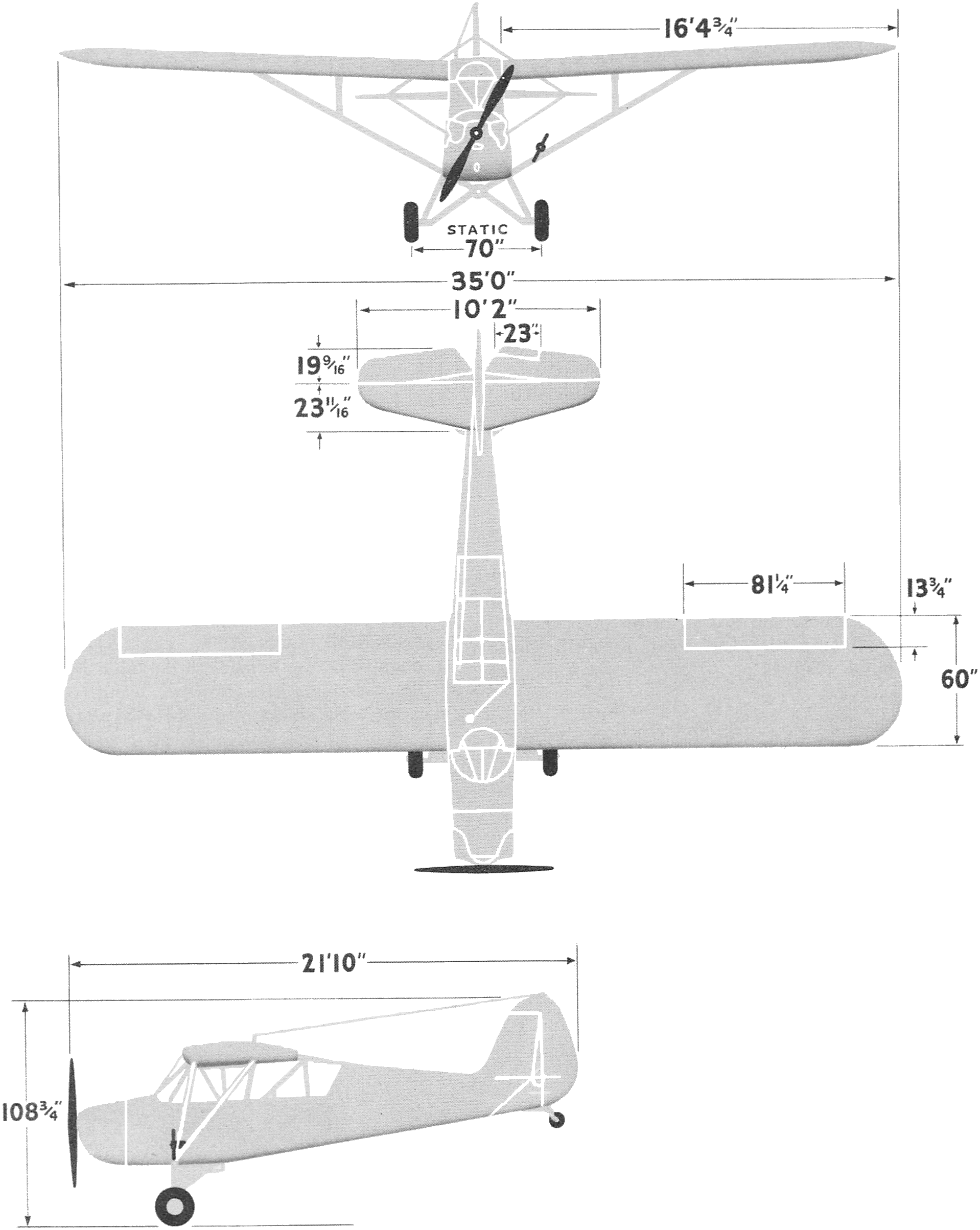
Aeronca L-3 Grasshopper

| Kenngröße             | Daten                                               |
| --------------------- | --------------------------------------------------- |
| Besatzung             | Pilot und ein Passagier                             |
| Länge                 | 6,40 m                                              |
| Spannweite            | 10,67 m                                             |
| Höhe                  | 2,34 m                                              |
| Flügelfläche          | 14,68 m²                                            |
| Flügelstreckung       | 7,8                                                 |
| Leermasse             | 379 kg                                              |
| Startmasse            | 590 kg                                              |
| Antrieb               | 1 × Boxermotor Continental O-170-3, 48,5 kW (65 PS) |
| Höchstgeschwindigkeit | 140 km/h                                            |
| Dienstgipfelhöhe      | 2.360 m                                             |
| Reichweite            | 351 km                                              |
| Bewaffnung            | –                                                   |

## Erhaltene Maschinen
- National Museum of the United States Air Force in der Wright-Patterson Air Force Base nahe Dayton (Ohio)
- United States Army Aviation Museum in Fort Rucker nahe Ozark, Alabama
- Kalamazoo Aviation History Museum in Kalamazoo, Michigan
- Cavanaugh Flight Museum in Addison (Texas)
- Port Townsend Aero Museum im Jefferson County International Airport nahe Port Townsend
- American Airpower Heritage Museum in Midland (Texas)
- Wings of Eagles Discovery Center in Elmira, New York
- Museum of Flight in Seattle, Washington

Heute existieren immer noch eine ganze Reihe privater flugfähiger L-3-Maschinen.